# Fouad Ali Saleh
Fouad Ali Saleh, né le 10 mai 1958 à Paris de parents tunisiens, est un terroriste islamiste tunisien considéré comme l'organisateur du réseau logistique de la mouvance chiite intégriste du Hezbollah libanais en France, responsable de la vague d'attentats commis en 1985 et 1986 à Paris, ayant causé treize morts et blessé plus de trois cents personnes.

## Biographie
Né à Paris, ancien élève des pères blancs à Tunis, Fouad Ali Saleh qui reçoit une éducation catholique est un homme cultivé. Il devient islamiste sunnite lors d'un séjour en Libye. Il se convertit ensuite au chiisme et fréquente l'université théologique de Qom, en Iran, de février 1981 à juin 1982, sous la direction de l'ayatollah Khomeini dont il apprend l'idéologie islamiste jugée par Yves Lacoste comme conquérante et anti-occidentale.
Dans le contexte de la guerre Iran-Irak où la France soutient l'Irak, Fouad Ali Saleh est recruté par le Hezbollah libanais, dont la filiation avec l'Iran intégriste est attestée. Revenu en France, avec son charisme naturel il prêche la révolution islamique auprès des « déshérités » (musulmans immigrés surtout) et noue des relations, y compris en Tunisie et en Algérie. Son réseau logistique, fondu dans la société française, comprend deux étudiants en troisième cycle, un restaurateur, un chauffeur de taxi, des employés, un petit patron, et, dès mai 1985, il reçoit du Liban plus de 25 kilos d'explosifs, dont du nitrate de méthyle, alors utilisé comme munition dans le domaine militaire, dont le composé pré-conditionné signera la marque de fabrique commune aux attentats perpétrés sur le sol français.
Fouad Ali Saleh choisit lui-même les cibles des attentats, reçoit en personne les poseurs de bombe envoyés depuis le Liban par le Hezbollah. Il recrute également sur le sol français des individus peu soupçonnables qui fréquentent comme lui la mosquée Omar, sise rue Jean-Pierre-Timbaud dans le 11e arrondissement de Paris.
Dénoncé par un complice en échange d'une somme d'argent conséquente, Fouad Ali Saleh est arrêté le 21 mars 1987 par la DST en compagnie de son chauffeur dans leur logement du 44bis rue de la Voûte, dans le 12e arrondissement de Paris ; douze litres de nitrate de méthyle sont trouvés dans leur coffre. Une importante saisie d'explosifs de ce type réalisée fin 1986 dans la forêt de Fontainebleau, au cours d'un flagrant délit de trafic destiné au réseau de Saleh, a permis de couper court à une troisième campagne d'attentats après le plus meurtrier d'entre eux, rue de Rennes (sept morts et une soixantaine de blessés).
Lors de cette dernière découverte est aussi déterré un sac d'héroïne coupée avec de la caféine, fournie par le Hezbollah pour financer ses opérations.

## Motivation de ses attentats et procès
Dans les communiqués qu'il joint à ses attentats, Fouad Ali Saleh se réclame d'un fictif « Comité de solidarité avec les prisonniers politiques arabes et du Proche-Orient ». En fait, loin de défendre des Arabes, il s'est engagé pour l'Iran contre le camp arabe dans la guerre Iran-Irak qui dure depuis 1980, et veut faire payer à la France son soutien au camp arabe. Peu après son arrestation, il déclare : « La forteresse de l'islam est l'Iran. Votre pays, en aidant l'Irak, combat l'Iran, c'est donc un ennemi. Notre principal objectif est de ramener la France à la raison par des actions violentes ».
Son action s'inscrit dans le contexte de nombreux attentats fomentés par le regime de l'Iran intégriste. L'enquête le concernant met en cause un traducteur de l'ambassade d'Iran, Wahid Gordji, soupçonné d'être l'un des rouages du réseau et des attentats de Saleh ; la demande de son audition par le juge sera à l'origine d'une guerre des ambassades entre la France et l'Iran. En outre ses déclarations inscrivaient son action dans une guerre religieuse plus large, annonçant les guerres terroristes du début du xxie siècle : « De l'Iran, nos frères partiront livrer bataille et iront sur Paris, Londres et Washington ».
Les attentats ont tué treize personnes et blessé 350 autres passants, souvent grièvement. Pour son implication reconnue déterminante, la cour d'assises spéciale de Paris condamne Fouad Ali Saleh à la réclusion criminelle à perpétuité le 14 avril 1992, avec une période de sûreté de 18 ans. Hassan Aroua, le chauffeur tunisien de 38 ans, Abdelhamid Badaoui (33 ans) et Omar Agnaou (30 ans), les deux « étudiants » marocains qui ont stocké les explosifs, sont condamnés à la réclusion criminelle à perpétuité mais sans période de sûreté. Les cinq principaux protagonistes de ces attentats, en fuite, sont condamnés par contumace le 8 octobre 1992 à la réclusion criminelle à perpétuité : il s'agit du « cerveau », Abdelhadi Hamade, de ses deux lieutenants, Ibrahim Akil et Hassan Goshn, et des deux « artificiers », Hussein Mazbouh et Haidar Habib.
La cour d'appel de Paris s'oppose le 28 juin 2007 à la libération conditionnelle de Saleh et à son expulsion vers la Tunisie. Le juge d'application des peines refuse la demande de libération à cause de son prosélytisme persistant et aux motifs qu'il n'exprimait pas de regrets et n'avait pas indemnisé les victimes.

## Lettres de prison
Étant en prison en juin 1987 depuis près de trois mois, Fouad Ali Saleh écrit des lettres qui sont interceptées par l'administration pénitentiaire. Elles éclairent sa personnalité et le fonctionnement du réseau Hezbollah-Europe. À ce titre, elles sont publiées en 1990 par la revue Notes & Études de l'Institut de criminologie de l'université de Paris-II.
Saleh y révèle un « contact direct avec le bureau particulier » de l'ayatollah iranien Hossein Ali Montazeri. Il demande dans trois de ces lettres « qu'ils envoient des salaires » mensuels à lui-même, à sa femme, et à des tiers à Paris et en Tunisie. Il affirme « jouer à l'imbécile » devant son avocat, disant qu'il n'a pas participé et ne rien savoir des attentats. Surtout, il donne des recommandations en vue du « triomphe de la révolution islamique [qui] est la seule solution pour écraser l'idôlatrie », notamment de « poursuivre la mission [de propagande] d'une façon continue et éclairée, au sein de la colonie islamique et particulièrement la colonie nord-africaine » en Europe.

## Portée de ses attentats
Les attentats de Saleh et de son groupe modifient considérablement la perception du terrorisme international au milieu des années 1980. Leur nombre (presque autant en un an que durant les quinze années précédentes), leur intensité (jusqu'à quatre attentats en trois jours), le ciblage du grand public (Champs-Élysées, tour Eiffel, Gibert Jeune, Forum des Halles, TGV, RER, magasin Tati, bureau de poste, etc.) et l'horreur, sont alors inégalés. Jean-Louis Bruguière a pu juger que « Les services de l'État, l'Intérieur, la Justice, sont dépassés ». Trente ans plus tard, en 2015, ces attentats restent parmi les dix attaques terroristes les plus meurtrières perpétrées en France depuis 1970. En 2019, ils demeurent une référence pour apprécier l'insuffisance des progrès faits dans la lutte contre ce type d'attentats.

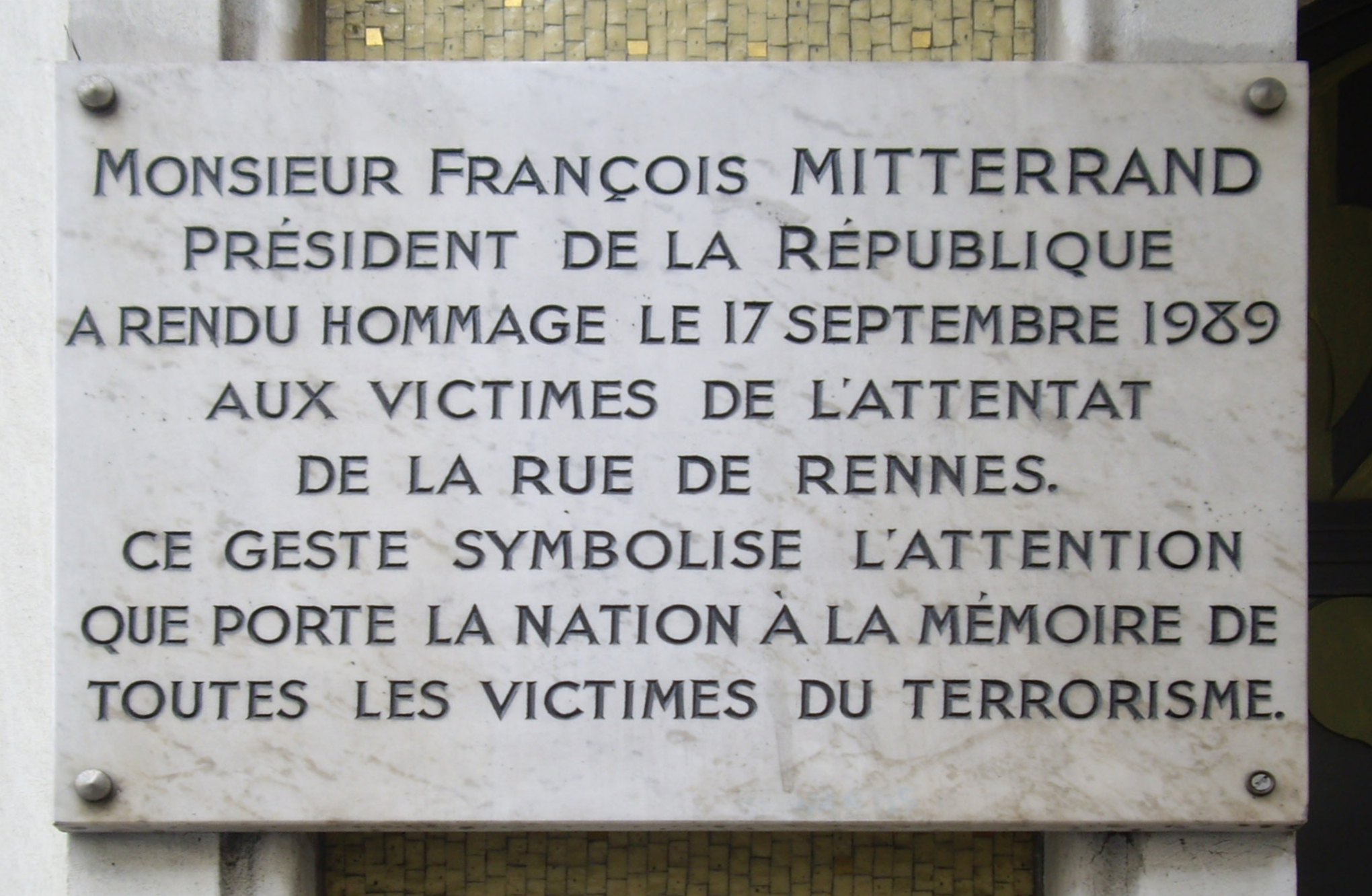
Plaque commémorative au 140 bis de la rue de Rennes à Paris.

D'autre part, la mise en évidence d'un commanditaire étatique de la taille de l'Iran est un facteur aggravant, ainsi que la découverte du nombre et de la violence des attaques en cours de préparation, ainsi que l'étendue européenne des réseaux pilotés par l'Iran via le Hezbollah, jusqu'en Afrique.
La véhémence des propos de Saleh enfin frappe les esprits. Lors de son procès en 1992, ses imprécations portent contre les chrétiens et les juifs, les « femmes blanches » et les « faux Africains », ainsi que contre les juges. Il promet « une guerre qui démontrera que Hitler a été très clément » et annonce « des opérations aériennes suicide sur la centrale nucléaire de Nogent ».
Ses attentats ont un grand retentissement. Celui contre le magasin Tati, à l'époque « l'attentat le plus sanglant jamais perpétré contre des civils en France », donne lieu trois ans plus tard à une cérémonie rue de Rennes conduite par le président François Mitterrand et le maire de Paris, Jacques Chirac. Le New York Times couvre dans un long article le procès de Fouad Ali Saleh qu'il considère comme « un procès majeur du terrorisme ». Ses déclarations devant les juges sont publiées dans Le Monde et Libération. En 2000, un livre de plus de 400 pages relate les circonstances de son arrestation, qui n'est obtenue qu'après plus d'un an et demi d'une enquête particulièrement difficile. En 2012 est diffusé un téléfilm, L'Affaire Gordji : Histoire d'une cohabitation, qui met en scène les conséquences, au plus haut niveau de l'État, de l'implication de l'Iran intégriste dans les attentats perpétrés par Saleh à Paris.

## Liste des attentats sous la responsabilité de Fouad Ali Saleh
La procédure criminelle instruite par le juge anti-terroriste Gilles Boulouque qui a conduit à la condamnation de Saleh à la réclusion criminelle à perpétuité retenait quatorze attentats et tentatives d'attentats perpétrés en France, avec un bilan humain de quatorze morts et 303 blessés.
- 7 décembre 1985 : explosions aux Galeries Lafayette Haussmann et au Printemps Haussmann à Paris (43 blessés).
- 3 février 1986 : explosion à la galerie marchande du Claridge, avenue des Champs-Élysées à Paris (un mort, huit blessés).
- 3 février 1986 : découverte d'une bombe artisanale dans les toilettes du 3e étage de la tour Eiffel à Paris (aucune victime).
- 4 février 1986 : explosion suivie d'un incendie à la librairie Gibert Jeune, Place Saint-Michel à Paris (cinq blessés).
- 5 février 1986 : explosions dans le 3e niveau du Forum des Halles et à la FNAC Sport à Paris (22 blessés).
- 17 mars 1986 : explosion dans le compartiment à bagages de la voiture 06 du TGV 627 Paris-Lyon (neuf blessés).
- 20 mars 1986 : explosion dans la galerie Point Show, avenue des Champs-Élysées à Paris (deux morts, 29 blessés).
- 20 mars 1986 : découverte d'une bombe artisanale dans une voiture d'une rame de la ligne A du RER d'Île-de-France, station Auber à Paris (aucune victime).
- 4 septembre 1986 : découverte d'une bombe artisanale dans une voiture d'une rame de la ligne A du RER d'Île-de-France, station Étoile à Paris (aucune victime).
- 8 septembre 1986 : explosion dans le bureau de poste 113 situé dans le bâtiment de l'Hôtel de ville à Paris (un mort, 21 blessés).
- 12 septembre 1986 : explosion dans la Cafétéria Casino située dans le centre commercial Les 4 Temps à Paris (54 blessés).
- 14 septembre 1986 : explosion dans le Pub Renault, rue Marbeuf à Paris (2 morts, 1 blessé)[31].
- 15 septembre 1986 : explosion dans le service des permis de conduire de la préfecture de police de Paris (un mort, 56 blessés).
- 17 septembre 1986 : explosion rue de Rennes à Paris face au no 140, près du magasin Tati (sept morts, 55 blessés).